# Irena Baar
Irena Baar (tudi Irena Vremšak), slovenska sopranistka, * 12. marec 1958, Ljubljana, † 25. november 2006, Ljubljana. 
Njen oče je skladatelj Samo Vremšak, mati pa operna solistka Tatjana Kralj, sestra dvojčica pa Vanda Vremšak Richter. Sicer je v širšem rodbinskem obsegu še vnukinja slikarjev Toneta Kralja in Mare Kralj. Na Akademiji za glasbo v Ljubljani je študirala klavir (prof. Aci Bertoncelj) in solo petje (prof. Eva Novšak-Houška). Podiplomsko se je izobraževala še v Gradcu in Salzburgu. Prejela je vrsto prvih nagrad na tekmovanjih doma in v tujini in posnela vrsto zgoščenk. Bila je ena najvidnejših slovenskih pevk resne glasbe. Do svoje smrti je poučevala solo petje na Akademiji za glasbo v Ljubljani.